# Safari (tv-serie)
 For alternative betydninger, se Safari. (Se også artikler, som begynder med Safari)
Safari var et dansk tv-underholdningsprogram, som blev sendt lørdage fra 30. marts 1996 til 8. juni 1996 på DR1. Programmets værter var komikerne Casper Christensen og Lars Hjortshøj. Blandt andet komikerne Jan Gintberg og Povl Erik Carstensen var forfattere og skuespillere i nogle af sketchene.[kilde mangler]

## Form
Safari var en blanding af fredagsunderholdning med Jan Glæsels orkester, optræden af livemusikere i den lettere genre og absurde sketches, der lånte fra de engelske komikere Stephen Fry og Hugh Lauries arbejde – især programmet A Bit of Fry & Laurie.[kilde mangler] Programmet var en forvarsel om humoren i DR2s kultsucces Casper & Mandrilaftalen.[kilde mangler]

## Modtagelse
Programmet havde meget lave seertal og er blevet betegnet som en af de største seerfiaskoer i dansk tv-historie.
Programmet oplevede en decideret seerflugt på premieren; seertallet begyndte på én million, men var faldet til 400.000 efter en halv time.
Der er aldrig sket så stort et fald i seere under en dansk tv-udsendelse, og da fiaskoen var en realitet, gik programmets producer, Jan Frifelt, ud på toilettet og kastede op.
Ekstra Bladets Povl Høst-Madsen skrev imidlertid en positiv anmeldelse.

## Øvrigt
De bedste sketches blev klippet ned til et par udsendelser af 25 minutters varighed, og i 1997 optrådte Christensen og Hjortshøj med liveshowet Safari revival på Comedy Zoo i København.[kilde mangler]